# Афра Сарачоглу
Афра Сарачоглу (рођена 2. децембра 1997. године) је турска глумица и модел. У 2018. је освојила Shining Star Award на 55. издању Golden Butterfly Awards. Популарност је стекла улогом Еџе из познате турске серије Фазилет и њене кћери. У 2022. јавности постаје позната глумећи Сејран Шанли у гледаној серији Женскарош.

## Приватан живот
Афра је одрасла без оца који је напустио њу и њену мајку када је она била мала. 
Основну и средњу школу је завршила у Анталији, па је уписала студије књижевности на Анатолијском универзитету, у Ескишехиру, али се посветила глуми и тренутно оставила по страни своје факултетско образовање. 
Са 14 година је почела да се бави моделингом како би помогла својој породици у финансијском погледу.
Била је у вези са Мертом Јазиџиоглом, али је пар након неколико година успешне везе раскинуо.

## Филмографија
| Веб серије   | Веб серије           | Веб серије    | Веб серије     |
| година       | име                  | улога         | белешка        |
| ------------ | -------------------- | ------------- | -------------- |
| 2021         | Yeşilçam             | Tülin Saygı   | Главна улога   |
| ТВ серије    |                      |               |                |
| година       | име                  | улога         | белешка        |
| 2017–2018    | Фазилет и њене кћери | Eџе           | Главна улога   |
| 2019         | Kardeş Çocukları     | Hayat Çetin   | Главна улога   |
| 2020         | Öğretmen             | Gizem Bozkurt | Главна улога   |
| 2022–        | Женскарош            | Сејран        | Главна улога   |
| Филм         |                      |               |                |
| година       | име                  | улога         | белешка        |
| 2015         | En Güzeli            |               | Споредна улога |
| 2016         | İkinci Şans          | Çiçek         | Споредна улога |
| 2017         | Kötü Çocuk           | Kayla         | Главна улога   |
| 2018         | İyi Oyun             | Ada           | Главна улога   |
| 2018         | Aşk Bu Mu?           | Gülüm         | Главна улога   |
| Mузички клип |                      |               |                |
| година       | име                  | улога         | белешка        |
| 2021         | Yalın - Yaz Gülü     |               |                |